# Adelophryne maranguapensis
Adelophryne maranguapensis – gatunek południowoamerykańskiego płaza bezogonowego z rodziny Eleutherodactylidae.

## Tryb życia i cykl życiowy
Adelophryne maranguapensis wiedzie dzienny tryb życia.
Rozród tego płaza określa się jako bezpośredni. Samica składa jaja na liściach bromeliowatych.

## Rozmieszczenie geograficzne
Płaz żyje jedynie w Brazylii, będąc endemitem tego kraju. Co więcej, spotyka się go jedynie na niewielkim obszarze na północnym wschodzie wymienionego państwa: w górach Serra de Maranguape, w gminie Maranguape leżącej na terenie stanu Ceará.

## Ekologia
Płaz bytuje na wysokościach pomiędzy 590 a 900 m nad poziomem morza.
Jego siedlisko stanowią wilgotne lasy pierwotne, gdzie występuje w pobliżu rzek i strumieni oraz na roślinach z rodziny bromeliowatych.

## Status zagrożenia i ochrona
W Czerwonej księdze gatunków zagrożonych IUCN Adelophryne maranguapensis od 2023 roku klasyfikowany jest jako gatunek krytycznie zagrożony (CR, ang. Critically Endangered); wcześniej, od 2004 roku uznawano go za gatunek zagrożony (EN, ang. Endangered).
Liczebność ani trend populacji tego gatunku nie są znane. Obszar zajmowany przez gatunek ocenia się na zaledwie 4 km².
IUCN zwraca uwagę na bardzo nasilone wylesianie w miejscu życia tego zwierzęcia. Wśród jego przyczyn wymienia pozysk drewna, rozwój rolnictwa i osadnictwo ludzkie. Zagraża mu też turystyka.
Cały zasięg występowania gatunku mieści się w obrębie obszaru chronionego Área de Proteção Ambiental da Serra de Maranguape, jednak ochrona ta jest mało efektywna.